# Ojo de culebra
Ojo de culebra (para Latinoamérica y España) o Shake Away (en el resto del mundo) es la sexta producción discográfica de estudio de la cantante mexico-estadounidense Lila Downs la cual salió de forma simultánea el 3 de septiembre de 2008 en Estados Unidos y México en una edición distinta a las dos existentes. el 10 de septiembre salió a la venta en los demás países de Latinoamérica, Europa y Asia. Este álbum tiene varias influencias desde el rock pop, jazz y world music al tiempo que explora el son jarocho y el ska, Lila Downs coescribió y coprodujo la mayor parte del álbum. Sin embargo aunque el disco no tuvo mucha promoción y publicidad, las ventas mundiales fueron moderadas. Según Allmusic, Shake Away logró posicionarse en el número 36 de los "Top Latin Albums" y en el tercer lugar de la lista "Top World Music Albums" este disco ha vendido 90 000 copias en los Estados Unidos y más de 300 000 en todo el mundo.

## Antecedentes y producción
Al hablar sobre este álbum de Downs, dijo "Mi inspiración está muy basada en la tristeza y en la angustia, me empujan a componer cosas que me alegren". Además de la influencias de música flamenco con "Ojo de Culebra" marcada por una fusión de cumbia y reggae y varios ritmos entrecortados, "Perro Negro", un choque de ritmo en ska, con un puente de fusión entre rock y son, y "Los Polos", una mezcla de son jarocho y pop. 
Downs afirmó que el álbum fue grabado por Aneiro Taño durante una sesión de 12 horas continuas, las sesiones en su mayoría en la Ciudad de México con Paul Cohen, Celso Duarte y otros colaboradores. El duro trabajo ha ayudado a transformar su sonido "latino veloz" con influencias rock-pop a algo más fusionable, animado y bailable con ritmo. "Es muy rítmico y orientado al baile, con ambientes de música electrónico. En esta ocasión, y además de incluir toques aflamencados, influencias de la cumbia, el reggae o hasta de música zíngara, Lila Downs puso la mirada en la música del sur de Estados Unidos, lo que la ha llevado a hacer versiones de «Black Magic Woman», el clásico de Peter Green que popularizó Carlos Santana en los 70's, también incluye una versión de «Yo envidio al viento», de Lucinda Williams, salvo estos temas, la mayoría de los trece cortes del disco fueron compuestos por ella y por Paul Cohen.
El disco fue producido por Lila Downs, Paul Cohen, Aneiro Taño y Brian Lynch y fue grabado en Nueva York y México, los ritmos de este álbum se basan en los sonidos de Oaxaca, Veracruz y la música country. En "Ojo de culebra" se fusionaron instrumentos populares y eléctricos para crear canciones, densas y ligeras, contemplativas y bailables. Las letras se refieren a temas de actualidad como son: la migración, la justicia, la política y la transformación de la sociedad, en este material Downs contó con colaboraciones de Enrique Bunbury, La Mari, Mercedes Sosa, Raúl Midon y Gilberto Gutiérrez. 
De dicho álbum se desprendió el sencillo Ojo de Culebra, el cual se convirtió en un éxito internacional, llegando al #10 en más de 7 países, en España y Francia recibió la certificación de platino. Los sencillos que le siguieron también tuvieron éxito en las listas. Lila Downs coescribió y coprodujo todo el álbum. con excepción de cuatro canciones, para la versión "Shake Away" se incluyeron versiones en inglés de las canciones Yo envidio el viento (I envy the wind), Ojo de Culebra (Shake away) y Justicia (Nothing but the truth). Posteriormente en septiembre de ese mismo año Lila Downs anunció la gira mundial Ojo de Culebra, este tour recorrió 30 países en cuatro continentes siendo este uno de los más exitosos de la cantante. Ojo de Culebra debutó en el #150 de la lista Billboard 200 y en el número seis en la lista de los cien mejores álbumes de música mundial de 2008.

## Temas
| Ojo de Culebra |                                            |                       |          |  |
| N.º            | Título                                     | Escritor(es)          | Duración |  |
| 1.             | «Ojo de culebra» (con La Mari)             | Lila Downs/Paul Cohen | 4:04     |  |
| 2.             | «Perro negro» (con Ixaya Mazatzin Tleyótl) | Lila Downs/Paul Cohen | 3:02     |  |
| 3.             | «Little man»                               | Lila Downs/Paul Cohen | 3:47     |  |
| 4.             | «Tierra de luz» (con Mercedes Sosa)        | Lila Downs            | 3:41     |  |
| 5.             | «Justicia» (con Enrique Bunbury)           | Lila Downs/Paul Cohen | 3:51     |  |
| 6.             | «Black magic woman» (con Raúl Midón)       | Peter Green           | 3:12     |  |
| 7.             | «Skeleton»                                 | Lila Downs/Paul Cohen | 3:02     |  |
| 8.             | «Yo envidio el viento»                     | Lucinda Williams      | 3:44     |  |
| 9.             | «Taco de palabras»                         | Lila Downs            | 3:05     |  |
| 10.            | «Minimun wage»                             | Lila Downs/Paul Cohen | 4:08     |  |
| 11.            | «I would never»                            | Paul Buchanan         | 4:44     |  |
| 12.            | «Los pollos» (con Gilberto Gutiérrez)      | Tradicional           | 3:17     |  |
| 13.            | «Silent thunder»                           | Lila Downs/Paul Cohen | 4:44     |  |

| Shake Away |                                             |                       |          |  |
| N.º        | Título                                      | Escritor(es)          | Duración |  |
| 1.         | «Little man»                                | Lila Downs/Paul Cohen | 3:47     |  |
| 2.         | «Ojo de culebra» (con La Mari)              | Lila Downs/Paul Cohen | 4:04     |  |
| 3.         | «Minimun wage»                              | Lila Downs/Paul Cohen | 4:08     |  |
| 4.         | «Perro negro» (con Ixaya Mazatzin Tleytótl) | Lila Downs/Paul Cohen | 3:02     |  |
| 5.         | «Yo envidio el viento»                      | Lucinda Williams      | 3:44     |  |
| 6.         | «Skeleton»                                  | Lila Downs/Paul Cohen | 3:02     |  |
| 7.         | «Black magic woman» (con Raúl Midón)        | Peter Green           | 3:12     |  |
| 8.         | «I would never»                             | Paul Buchanan         | 4:44     |  |
| 9.         | «Justicia»                                  | Lila Downs/Paul Cohen | 3:51     |  |
| 10.        | «Taco de palabras»                          | Lila Downs            | 3:05     |  |
| 11.        | «Los pollos» (con Gilberto Gutiérrez)       | Tradicional           | 3:17     |  |
| 12.        | «Tierra de luz» (con Mercedes Sosa)         | Lila Downs            | 3:41     |  |
| 13.        | «Silent thunder»                            | Lila Downs/Paul Cohen | 4:44     |  |

| Bonus tracks |                         |          |  |
| N.º          | Título                  | Duración |  |
| 14.          | «Shake away»            | 3:45     |  |
| 15.          | «I envy the wind»       | 3:45     |  |
| 16.          | «Nothing but the truth» | 3:53     |  |